# Rhysodesmus mayanus
Rhysodesmus mayanus är en mångfotingart som beskrevs av Chamberlin 1925. Rhysodesmus mayanus ingår i släktet Rhysodesmus och familjen Xystodesmidae. Inga underarter finns listade i Catalogue of Life.